# Erupția vulcanului Krakatau din 1883

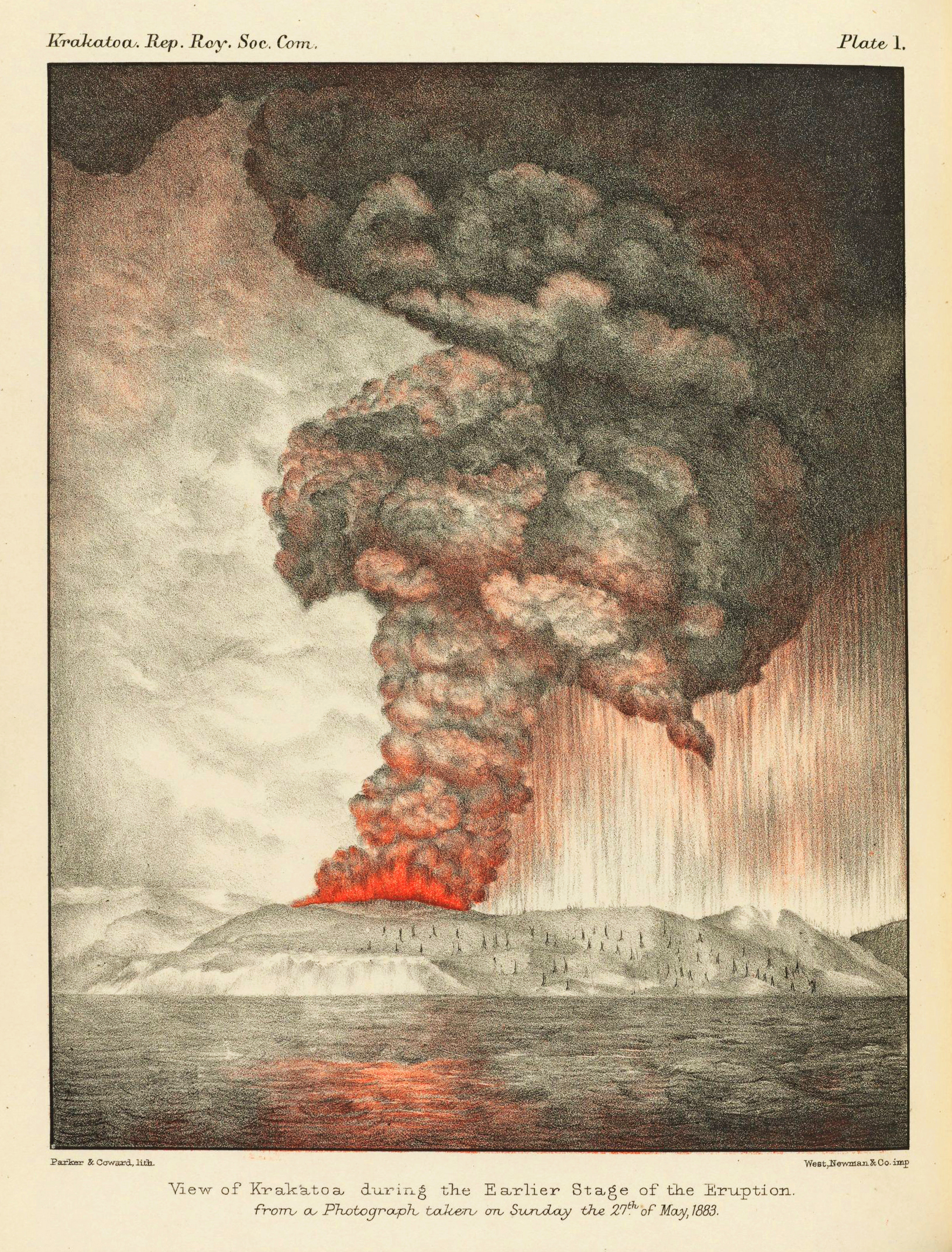
Litografie din 1888 a erupției vulcanului Krakatau

Una dintre cele mai cunoscute erupții din istorie este cea din 1883, când vulcanul Krakatau, aflat între insulele Java și Sumatra, a erupt cu o forță de 13.000 de ori mai mare decât cea a bombei atomice de la Hiroshima. Muntele situat pe un arc insular în zona de subducție a plăcii indo-australiene a ejectat cantități uriașe de cenușă și pietre, iar explozia s-a auzit de la sute de kilometri depărtare. Erupția a zguduit întreg Pacificul provocând scufundarea insulei pe care se află. Craterul vulcanului a ajuns astfel pe fundul oceanului provocând un tsunami care a acoperit cu apă 100 de sate și insule din apropiere. Peste 36.000 de oameni au murit, majoritatea victime ale valurilor tsunami. Conform relatărilor pertinente ale vremii, sunetul colosalei erupții din anul 1883 s-a auzit și la 4.800 km distanță de punctul exploziei, iar unda de șoc s-a simțit inclusiv în regatul României de atunci.
Erupția vulcanului Krakatau a avut loc la doar 88 de ani după erupția distrugătoare a Muntelui Tambora. Cu toate că erupția vulcanului Tambora a fost mai puternică, cea a vulcanului Krakatau a făcut mai multe victime și a devenit mai faimoasă.

## Istoricul activității vulcanice în arhipelagul Krakatau

Harta arhipelagului Krakatau

Arhipelagul indonezian, compus din peste 17.000 de insule, este situat în centrul Cercului de Foc al Pacificului, denumire pentru cea mai întinsă și activă zonă vulcanică a Terrei. Între miile de insule și insulițe indoneziene, mare parte din ele apărute în urma dinamicei activități vulcanice, se distinge Insula Krakatoa, sau Krakatau în indoneziană. Situată în Strâmtoarea Sondelor, insula a fost descoperită în anul 1611 de către Lucas Janszoo Waghenaer, un explorator, ofițer și cartograf olandez. Indonezia are și în prezent peste 130 de vulcani încă activi, mai mulți decât orice altă țară, majoritatea acestora fiind situați de-a lungul celor mai mari insule indoneziene, Sumatra și Java. Cele două insule fiind separate de Strâmtoarea Sondelor.
Înainte de cataclismul din anul 1883, micul arhipelag Krakatoa era, de fapt, compus din trei insulițe: Panjang, Sertung și Krakatoa propriu-zisă, o insulă de doar 9 km lungime și 5 km lățime. Oamenii de știință cred că, cel mai probabil, cu mii de ani în urmă, pe locul viitorului vulcan era un munte cu formă conică, având baza de aproximativ 6 km în diametru. Cea mai mare parte a acestui munte era sub nivelul mării. În urma unei erupții ce a avut loc în anul 416 d. Hr., patru zone ale acestui munte s-au ridicat la suprafață, formând patru insule mici. 
O altă erupție, declanșată, se pare, în anul 535 d. Hr., avea să atingă proporții mai mari decât cele înregistrate în anul 416 – atât de mari încât, conform geologilor David Keys și Ken Wohletz, explozia vulcanică a dus chiar la declanșarea unor schimbări de climă la scară globală între anii 535–536. Printre altele, explozia în cauză a dus la apariția insulelor din apropierea Krakatoa: Panjang, respectiv Sertung. Mai aproape de zilele noastre, între anii 1680–1681, Krakatau a fost zguduită de alte erupții puternice, dar care nu au atins totuși proporțiile celor din Antichitate.

## Cauze
Cauzele erupției au suscitat numeroase discuții în contradictoriu între geologi. Una dintre teorii susține că „punga” magmatică a vulcanului s-a fisurat, iar apa Oceanului Indian a pătruns înăuntru. Contactul dintre apa sărată a oceanului și magmă a dus la exploziile nemaiîntâlnite. Apa oceanică ar fi răcit magma, producând o crustă sub care presiunea magmei lichide a crescut, fenomenul geologic ducând într-un final la acumulări de forțe uriașe, care au fost eliberate doar de exploziile de proporții apocaliptice.
Altă teorie susține că o uriașă alunecare de teren subacvatică a acoperit nucleul magmatic al vulcanului, imensa presiune din nucleu provocând exploziile. Conform unei ultime teorii, exploziile finale ar fi fost cauzate de o imixtiune bruscă a magmei incandescente bazaltice în interiorul magmei mai reci și mai ușoare.

## Evenimente precedând erupția din 26 august
Ca și în cazul vulcanului Tambora, majoritatea europenilor prezenți în zona numită pe atunci Indiile Olandeze de Est credeau că vulcanul Krakatau era stins. Nu se mai înregistrase nicio activitate în cele trei conuri vulcanice ale insulei din 1680. Semne premergătoare erupției au apărut la 20 mai 1883, când din vulcanul Poeboewetan din nordul insulei Rakata a ieșit fum și cenușă, cu un jet de 11 km. S-au înregistrat cutremure de pământ de intensitate mică cu un an mai devreme.
Erupțiile de amploare mai mică au început în data de 16 iunie, când explozii asurzitoare au fost auzite și în insulele din apropiere, iar cerul de deasupra arhipelagului a fost acoperit de nori de cenușă timp de cinci zile.

## Erupția din 26 august

Evoluția arhipelagului Krakatau între 1880 și 2005

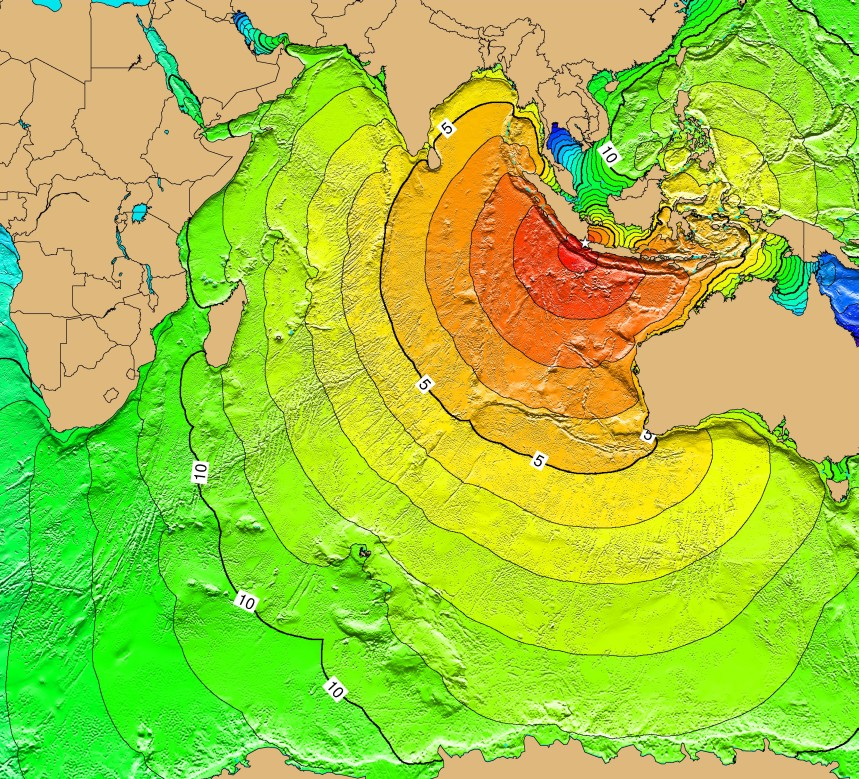
Hartă a valului tsunami generat de explozia vulcanului Krakatau din 27 august

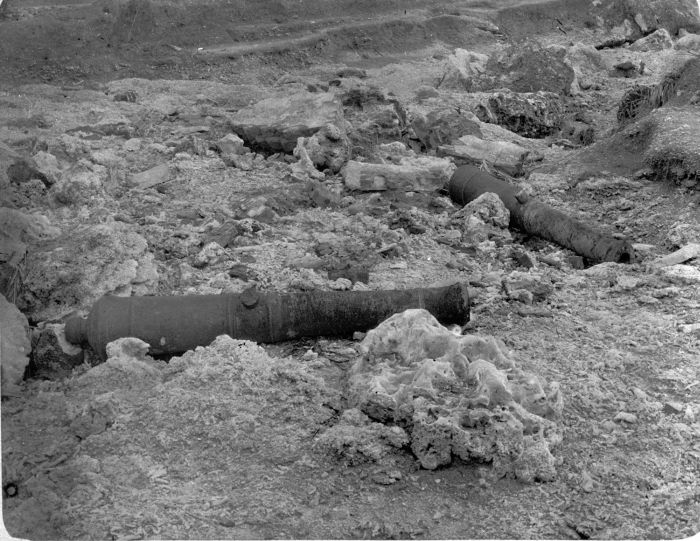
Ruinele fortului Anjer după erupția din 1883

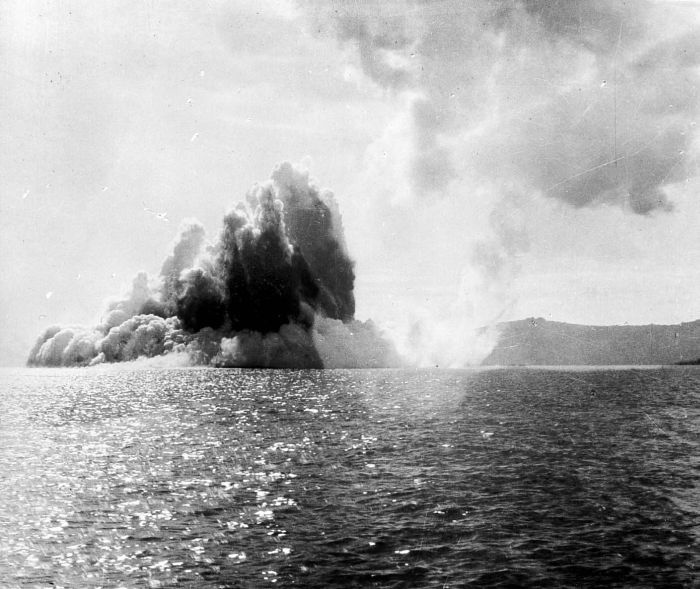
Erupție submarină în 1928. În urma erupției a luat naștere Anak Krakatau.

La 26 august 1883, ora locală 10, când Krakatau a erupt prima dată violent, jetul de cenușă avea o lungime de 27 km. A doua zi, dimineața, au urmat alte trei explozii. La 27 august au loc patru erupții: 5:30, 6:42, 8:20, 10:02. Erupția de la ora 10:02 a produs fisuri pe versanții vulcanului. Apa de mare a pătruns în interiorul vulcanului și a ajuns în camera cu magmă. O explozie puternică a aruncat în aer ⅔ din insulă. Materiale piroclastice, roci, lavă, cenușă și gaze otrăvitoare au fost împrăștiate pe distanțe de 80 km în jurul vulcanului. Acestea au ucis aproximativ 5.000 de oameni. Atât explozia, cât și cantitatea de materie aruncată în aer au depășit recordurile înregistrate.
Coloana piroclastică s-a înălțat la peste 27 km înălțime, iar vasele ancorate la circa 20 km de vulcan au fost „bombardate” cu bucăți incandescente de rocă. Explozia a provocat un puternic val tsunami ce a lovit 150 de orașe și a produs peste 30.000 de victime. Înălțimea valurilor a atins chiar și 40 m. Cele mai mari valuri au fost mai înalte decât cel din ziua de 26 decembrie 2004, deși nu au parcurs distanțe la fel de mari. Dezastrul a decimat practic populația de pe țărmurile strâmtorii Sondelor și a scufundat 6.500 de ambarcațiuni. Valurile ucigașe au ajuns până în Sri Lanka, unde, într-un port, o femeie a fost luată de ape și s-a înecat.
Zgomotul exploziilor a fost atât de puternic, încât a ucis locuitorii de pe insulă și a fost auzit chiar de băștinașii din Perth și Mauritius, teritorii situate la distanța de aproximativ 4.800 km de Krakatau. Acest zgomot a fost înregistrat ca fiind cel mai mare zgomot auzit pe Pământ. Cele patru explozii din 26–27 august au emis o energie echivalentă cu 200 de megatone de TNT. Cea mai mare dintre explozii a fost cea de-a treia, estimată la echivalentul a 150 de megatone de TNT. Indexul magnitudinii a fost de 6 VEI, numit și „colosal”. În comparație, bomba de la Hiroshima a avut 20 de kilotone. Magma aruncată în aer a fost de aproximativ 125 km³. 
Cercetătorii din prezent au calculat că unda de șoc rezultată din erupție s-a deplasat cu viteza de 1.086 km/h. A fost atât de puternică acustic, încât a perforat timpanele urechilor marinarilor de pe vasele din Strâmtoarea Sondelor. Unda de șoc a radiat pe întregul glob timp de cinci zile, fiind înregistrată inclusiv de barografele din România. Coloana de cenușă vulcanică a atins altitudinea de 80 km, a întunecat cerul de la ora 10 dimineața până a doua zi și a fost văzută atât la Singapore (680 km de Krakatau), cât și de pe navele comerciale ce navigau pe ocean la o distanță de 6.000 km. Viteza jetului a fost de 650 m/s, micșorându-se odată cu sporul altitudini. 75 km³ de magmă au interacționat cu apa, vaporizând 75 km³ de apă. Gazul emanat a fost în mare parte dioxid de carbon și vapori de apă.
Resturile exploziei (material vulcanic, pietre ponce etc.) au creat mari probleme navigatorilor. Vasele care navigau de obicei prin Strâmtoarea Sondelor nu s-au mai putut apropia de această zonă timp de câteva luni. Resturile plutitoare au ajuns în Oceanul Indian în luna septembrie. Un fragment uriaș a ajuns chiar și la Durban în Africa de Sud (la peste 8.000 km de locul erupției). Pe plaja din Zanzibar, apa a aruncat oase umane și rămășițele cadavrelor a doi tigri din Sumatra. La mai multe luni de la catastrofă mările din jurul Indoneziei erau pline de cadavre care pluteau printre resturile vulcanice.
În urma erupției puternice coșul, porțiunile superioare ale rezervorului magmatic și partea centrală a vulcanului s-au prăbușit și a rămas o calderă inactivă. Totuși, în 1927–1928 a reînceput activitatea vulcanică și a răsărit din mare un con vulcanic – Anak Krakatau („Fiul lui Krakatoa”). De atunci noul vulcan și-a continuat neîntrerupt activitatea, insula continuând să se extindă cu 13 cm pe săptămână, ajungând la un diametru de aprox. 4 km și o înălțime de 200 m. Cercetătorii au descoperit că apele din jurul insulei sunt complet lipsite de viață.

## Victime
Conform datelor consemnate de autoritățile coloniale olandeze care administrau pe atunci arhipelagul indonezian, numărul de victime înregistrate imediat după erupții a fost de 36.417. Însă numărul victimelor rezultate în zilele următoare a atins cifra totală de peste 120.000 de morți.

## Efecte pe termen lung

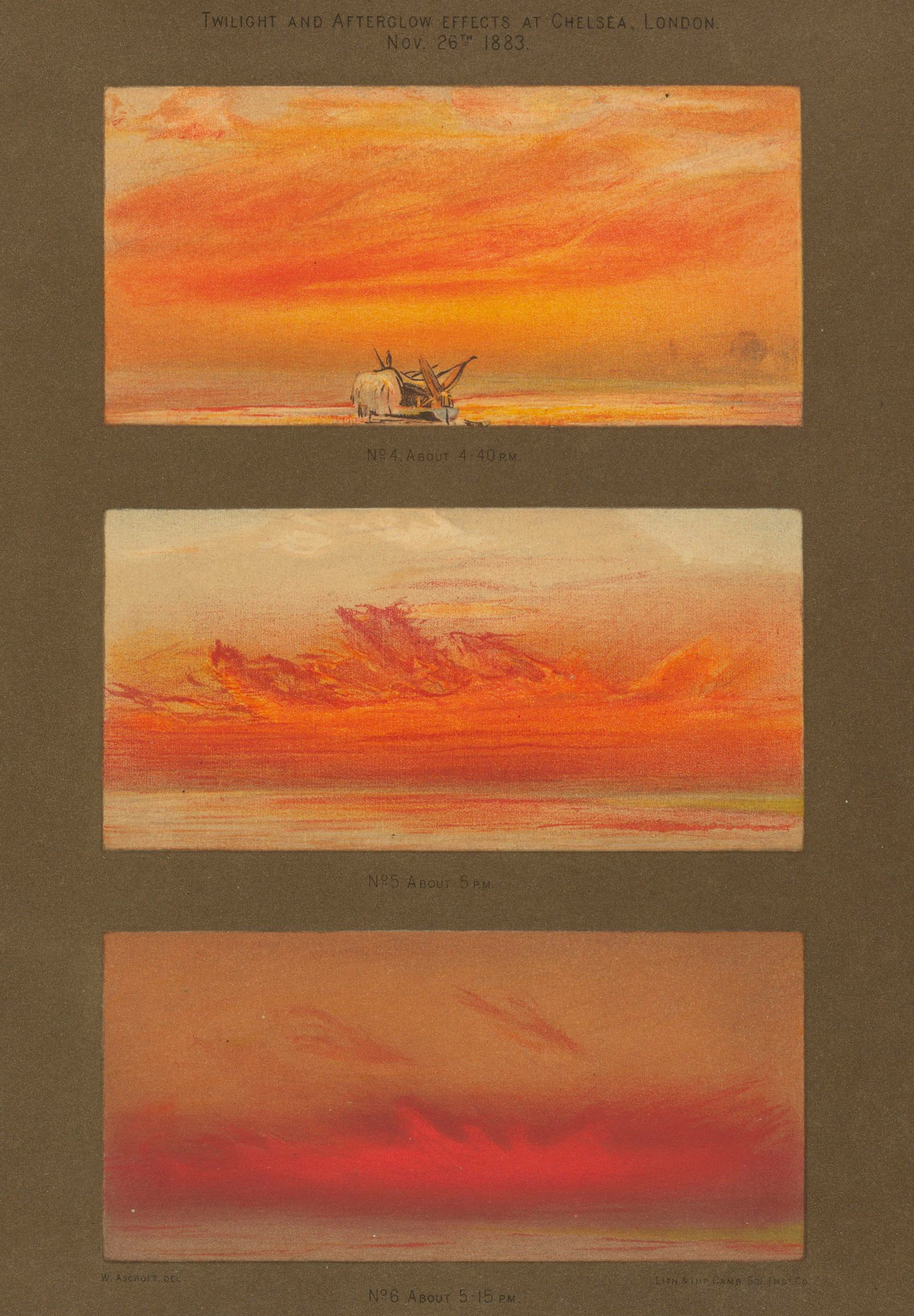
Fenomenul de „cer în flăcări” a apărut în Statele Unite și Europa în lunile de după erupție.

Cantitatea uriașă de cenușă vulcanică aruncată în atmosferă a împiedicat lumina soarelui să ajungă pe Pământ timp de câteva săptămâni, aruncând în întuneric o mare parte din arhipelagul indonezian. Erupțiile au aruncat în stratosferă o mare cantitate de dioxid de sulf sub formă gazoasă, această substanță fiind transportată ulterior de curenții atmosferici pe toată suprafața planetei. Fenomenul a dus la o creștere fără precedent a concentrației de acid sulfuric din norii de tip cirus de la mare altitudine.
Praful vulcanic trimis în atmosferă a filtrat radiațiile solare, scăzând temperatura globală cu 1,2°C în anul care a urmat erupției. În Europa, radiația solară a scăzut cu 10%. La trei luni după erupția lui Krakatau, fumul pătruns în atmosferă a provocat în America efecte optice ciudate la apusul soarelui – lumina ce se reflecta în fum îi determina pe oameni să sune la pompieri, fiind convinși că în zonă aveau loc incendii uriașe. Mediile climatologice au fost „deranjate” timp de câțiva ani, iar temperaturile globale au revenit la valorile normale de abia în anul 1888.

## Comparație cu alte erupții vulcanice
| Erupție          | Țară                 | Locație                      | An   | Înălțimea coloanei de fum | VEI | Anomalie de temperatură în emisfera nordică | Victime |
| ---------------- | -------------------- | ---------------------------- | ---- | ------------------------- | --- | ------------------------------------------- | ------- |
| Vezuviu          | Italia               | Mediterană                   | 79   | 30 km                     | 5   | ?                                           | 13.000  |
| Hatepe           | Noua Zeelandă        | Cercul de foc al Pacificului | 186  | 37 km                     | 7   | ?                                           | ?       |
| Paektu           | China/Coreea de Nord | Cercul de foc al Pacificului | 969  | 36 km                     | 6–7 | ?                                           | ?       |
| Huaynaputina     | Peru                 | Cercul de foc al Pacificului | 1600 | 46 km                     | 6   | –0,8°C                                      | 1.500?  |
| Tambora          | Indonezia            | Cercul de foc al Pacificului | 1815 | 43 km                     | 7   | –0,5°C                                      | 80.000  |
| Krakatau         | Indonezia            | Cercul de foc al Pacificului | 1883 | 36 km                     | 6   | –0,3°C                                      | 36.000  |
| Santa María      | Guatemala            | Cercul de foc al Pacificului | 1902 | 34 km                     | 6   | Nicio anomalie                              | 5.000   |
| Novarupta        | Statele Unite        | Cercul de foc al Pacificului | 1912 | 32 km                     | 6   | –0,4°C                                      | 2       |
| Mount St. Helens | Statele Unite        | Cercul de foc al Pacificului | 1980 | 19 km                     | 5   | Nicio anomalie                              | 57      |
| El Chichón       | Mexic                | Cercul de foc al Pacificului | 1982 | 32 km                     | 4–5 | Da                                          | 2.000   |
| Nevado del Ruiz  | Columbia             | Cercul de foc al Pacificului | 1985 | 27 km                     | 3   | Nicio anomalie                              | 22.540  |
| Pinatubo         | Filipine             | Cercul de foc al Pacificului | 1991 | 49 km                     | 6   | –0,5°C                                      | 847     |